# القنب الهندي في عمان
القنب الهندي في سلطنة عمان غير قانوني. عُمان هي بلد عبور، للقنب القادم من أفغانستان وباكستان وإيران.